# Diócesis de Sandhurst
La diócesis de Sandhurst (en latín: Dioecesis Sandhurstensis y en inglés: Roman Catholic Diocese of Sandhurst) es una circunscripción eclesiástica de la Iglesia católica en Australia. Se trata de una diócesis latina, sufragánea de la arquidiócesis de Melbourne. Desde el 18 de junio de 2025 es sede vacante y su administrador diocesano es el arzobispo Shane Anthony Mackinlay.

## Territorio y organización
La diócesis tiene 45 196 km² y extiende su jurisdicción sobre los fieles católicos de rito latino residentes en la parte centro-septentrional del estado de Victoria, estando su territorio delimitado por el río Murray al norte y al este, el río Loddon al oeste y al sur el paralelo de 37º sur.
La sede de la diócesis se encuentra en la ciudad de Bendigo (llamada Sandhurst hasta 1891), en donde se halla la Catedral del Sagrado Corazón.
En 2023 en la diócesis existían 40 parroquias.

## Historia
La diócesis fue erigida el 30 de marzo de 1874 mediante el breve Universi Dominici gregis del papa Pío IX, obteniendo el territorio de la diócesis de Melbourne (hoy arquidiócesis).

## Estadísticas
Según el Anuario Pontificio 2024 la diócesis tenía a fines de 2023 un total de 104 000 fieles bautizados.
| Año                                                                             | Población            | Población | Población      | Sacerdotes | Sacerdotes    | Sacerdotes    | Bautizados por sacerdote | Diáconos permanentes | Religiosos | Religiosos | Parroquias |
| Año                                                                             | Bautizados católicos | Total     | % de católicos | Total      | Clero secular | Clero regular | Bautizados por sacerdote | Diáconos permanentes | Varones    | Mujeres    | Parroquias |
| ------------------------------------------------------------------------------- | -------------------- | --------- | -------------- | ---------- | ------------- | ------------- | ------------------------ | -------------------- | ---------- | ---------- | ---------- |
| 1950                                                                            | 35 000               | 185 000   | 18.9           | 64         | 56            | 8             | 546                      |                      | 10         | 253        | 30         |
| 1966                                                                            | 60 000               | 250 000   | 24.0           | 97         | 72            | 25            | 618                      |                      | 49         | 308        | 40         |
| 1970                                                                            | 62 450               | 250 000   | 25.0           | 96         | 71            | 25            | 650                      |                      | 49         | 316        | 40         |
| 1980                                                                            | 79 500               | 250 000   | 31.8           | 78         | 64            | 14            | 1019                     |                      | 29         | 230        | 41         |
| 1990                                                                            | 80 403               | 308 725   | 26.0           | 68         | 57            | 11            | 1182                     |                      | 21         | 139        | 41         |
| 1999                                                                            | 87 776               | 325 642   | 27.0           | 66         | 57            | 9             | 1329                     |                      | 15         | 106        | 41         |
| 2000                                                                            | 86 847               | 322 235   | 27.0           | 60         | 53            | 7             | 1447                     |                      | 13         | 105        | 41         |
| 2001                                                                            | 86 938               | 322 599   | 26.9           | 55         | 48            | 7             | 1580                     |                      | 11         | 96         | 41         |
| 2002                                                                            | 86 038               | 320 230   | 26.9           | 50         | 45            | 5             | 1720                     |                      | 9          | 95         | 41         |
| 2003                                                                            | 88 776               | 331 894   | 26.7           | 49         | 44            | 5             | 1811                     |                      | 9          | 73         | 41         |
| 2004                                                                            | 91 400               | 341 850   | 26.7           | 51         | 46            | 5             | 1792                     |                      | 9          | 76         | 41         |
| 2010                                                                            | 103 000              | 383 000   | 26.9           | 39         | 39            |               | 2641                     |                      | 2          | 49         | 40         |
| 2014                                                                            | 93 803               | 358 159   | 26.2           | 50         | 47            | 3             | 1876                     |                      | 10         | 48         | 41         |
| 2017                                                                            | 98 000               | 374 100   | 26.2           | 48         | 44            | 4             | 2041                     |                      | 12         | 44         | 40         |
| 2020                                                                            | 93 680               | 367 600   | 25.5           | 52         | 50            | 2             | 1801                     | 1                    | 10         | 29         | 32         |
| 2022                                                                            | 98 000               | 386 000   | 25.4           | 55         | 54            | 1             | 1781                     |                      | 6          | 29         | 40         |
| 2023                                                                            | 104 000              | 409 994   | 25.4           | 53         | 53            |               | 1962                     |                      | 7          | 27         | 40         |
| Fuente: Catholic-Hierarchy, que a su vez toma los datos del Anuario Pontificio. |                      |           |                |            |               |               |                          |                      |            |            |            |

## Episcopologio
- Martin Crane, O.S.A. † (21 de septiembre de 1874-21 de octubre de 1901 falleció)
- Stephen Reville, O.S.A. † (21 de octubre de 1901 por sucesión-18 de septiembre de 1916 falleció)
- John McCarthy † (14 de febrero de 1917-18 de agosto de 1950 falleció)
- Bernard Denis Stewart † (18 de agosto de 1950 por sucesión-21 de abril de 1979 retirado)
- Noel Desmond Daly † (21 de abril de 1979-1 de julio de 2000 renunció)
- Joseph Angelo Grech † (8 de marzo de 2001-27 de diciembre de 2010 falleció)
- Leslie Rogers Tomlinson (3 de febrero de 2012-23 de julio de 2019 retirado)
- Shane Anthony Mackinlay (23 de julio de 2019-18 de junio de 2025 nombrado arzobispo de Brisbane)